# Riljac
Riljac (cyr. Риљац) – wieś w Serbii, w okręgu rasińskim, w gminie Trstenik. W 2011 roku liczyła 577 mieszkańców.